# Anna Karenina
Anna Karenina (tiếng Nga: Анна Каренина) là một tiểu thuyết của nhà văn Nga Lev Nikolayevich Tolstoy, được đăng tải nhiều kỳ trên tờ báo Ruskii Vestnik (tiếng Nga: Русский Вестник, "Người đưa tin") từ năm 1873 đến năm 1877 trước khi xuất bản thành ấn phẩm hoàn chỉnh.
Anna Karenina được xem như là một đỉnh cao của tiểu thuyết hiện thực. Nhân vật chính trong truyện Anna Karenina được Tolstoy sáng tác dựa vào Maria Aleksandrovna Hartung, người con gái lớn của đại thi hào Aleksandr Sergeyevich Pushkin. Sau khi gặp cô ở một bữa ăn tối, ông bắt đầu đọc truyện viết dở dang của Puskin: Những người khách họp mặt trong biệt thự, Tolstoy nảy ra ý định viết Anna Karenina.
Theo một cuộc thăm dò gần đây, dựa trên ý kiến của 125 nhà văn nổi tiếng đương thời, tiểu thuyết Anna Karenina là tác phẩm có số phiếu bầu cao nhất trong danh sách 10 tác phẩm vĩ đại nhất mọi thời đại.

## Cảm hứng sáng tác

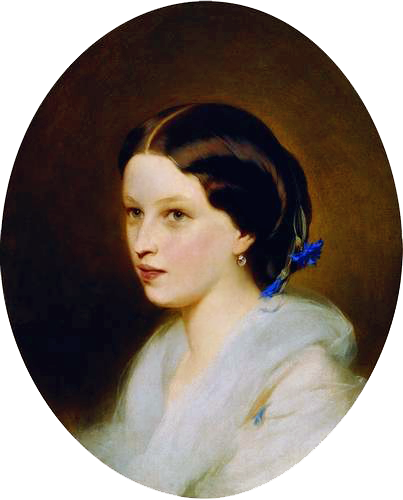
Maria Aleksandrovna Pushkina (1832-1919), nguyên mẫu tác phẩm

Bốn năm sau khi viết xong tiểu thuyết Chiến tranh và hòa bình, khoảng ngày 19 tháng 3 năm 1873, Tolstoy bắt đầu viết Anna Karenina. Sau khi hoàn thành, cuốn tiểu thuyết này đã đưa nhà văn lên một địa vị mới trên văn đàn văn học Nga và thế giới. Anna Karenina lập tức được xem là một trong những quyển tiểu thuyết hay nhất của nền văn học nhân loại.
Cảm hứng sáng tác Anna Karenina được vợ nhà văn kể lại như sau: "Tối qua anh ấy nói với tôi rằng anh ấy đã hình dung ra một người đàn bà có chồng thuộc xã hội thượng lưu, nhưng bị sa ngã. Anh ấy nói rằng nhiệm vụ của anh ấy là phải làm sao cho mọi người thấy người đàn bà ấy chỉ đáng thương mà không đáng tội và khi anh vừa hình dung được ra như thế, thì tất cả những nhân vật, những loại đàn ông mà anh hình dung trước kia đều tìm được vị trí của họ và tập trung quanh người đàn bà ấy".

## Cốt truyện
Gia đình người anh trai của Anna có sự bất hòa và Anna - vợ của một quan chức cao cấp của triều đình ở Sankt-Peterburg, đã đi tàu đến Moskva để giúp anh trai và chị dâu hòa giải. Nàng đi cùng toa với bá tước phu nhân Vronskaya. Đến Moskva, anh trai của Anna đón ở ga và con trai của bá tước phu nhân là Aleksey Vronsky cũng ra đón mẹ. Lúc này, mọi người chưa kịp xuống tàu thì xảy một tai nạn khủng khiếp: một người công nhân bị tàu cán chết. Sự kiện này làm mọi người hết sức kinh hoàng.
Cùng thời gian này, Konstantin Levin, một điền chủ hầu như quanh năm chỉ sống ở nông thôn, cũng đến Moskva với mục đích cầu hôn với cô con gái út của gia đình Shcherbatsky là Yekaterina Aleksandrovna- tức Kitty- người mà chàng đã để ý và có tình cảm từ lâu. Kitty mới 18 tuổi vừa bắt đầu gia nhập cuộc sống giao tế của giới thượng lưu và được nhiều người để mắt đến trong đó có Vronsky. Chàng là người tuấn tú, giàu có, quý phái và có tương lai xán lạn ở triều đình và trong quân đội. Nên mặc dù Kitty cảm thấy mình quý mến và tin cậy Levin, song tâm hồn của cô gái trẻ này lại hướng về Vronsky nhiều hơn, nên nàng đã từ chối lời cầu hôn của Levin.
Anna nhanh chóng giải quyết mối mâu thuẫn cho vợ chồng người anh. Vẻ xinh đẹp và khả ái của Anna đã hấp dẫn mọi người xung quanh kể cả Kitty (em gái của Dolly - chị dâu của Anna). Trong buổi khiêu vũ tổ chức tại nhà người quen ít lâu sau, cả Kitty và Anna đều đến. Kitty hạnh phúc và mong chờ được nhảy cùng Vronsky, nhưng khi nàng thấy vẻ mặt của Vronsky khi nhảy cùng Anna, nàng bất ngờ nhận ra rằng Vronsky đã say mê Anna, điều đó khiến Kitty vô cùng đau khổ.
Anna đón nhận tình cảm của Vronsky và xao xuyến vì tình cảm đó nên nàng cảm thấy có lỗi. Nàng đã vội vã rời Moskva nhưng trên chuyến tàu trở về Sankt-Peterburg, Vronsky đã đi theo "để có mặt nơi nào nàng có".
Chồng của Anna là Aleksey Karenin, lớn hơn nàng nhiều tuổi, là một con người có tâm hồn khô khan, cằn cỗi, khuôn sáo và có lối sống tẻ nhạt. Anna lấy Karenin là do sự sắp đặt của người cô ham tiền và ham địa vị. Vì vậy, sau bao năm chung sống với chồng, nàng không hề có tình yêu với một con người như thế nên nàng đã dồn mọi tình cảm cho đứa con trai là Sergey Karenin. Sự xuất hiện của Vronsky cùng với tình cảm nồng nhiệt của chàng đã đánh thức những khát khao yêu đương trong Anna. Ban đầu nàng cố gắng đấu tranh, song cuối cùng nàng không kháng cự nổi và đã lao vào cuộc tình với Vronsky. Cuộc tình vụng trộm đó không giấu được lâu nhưng thật bất ngờ chồng Anna biết nhưng không ghen tuông mà còn lo lắng cho danh dự và tiếng tăm của ông ta lẫn Anna. Nàng có thai với Vronsky và suýt chết trong khi sinh nở. Karenin đã cao thượng tha thứ cho nàng, chăm sóc nàng cùng đứa bé gái mới sinh khiến Anna cảm động ăn năn và Vronsky thì thấy nhục nhã định tự tử nhưng không chết. Tuy nhiên, sự cao thượng của Karenin chỉ tách Anna ra khỏi Vronsky trong thời gian ngắn mà không dập tắt nổi ngọn lửa tình yêu giữa hai người. Nó tạm lắng xuống rồi lại bùng lên rừng rực, mạnh mẽ. Họ không thể sống thiếu nhau, Anna quyết định bỏ nhà, chia tay với đứa con trai mà nàng yêu quý, để cùng Vronsky và đứa con gái nhỏ ra nước ngoài.
Levin sau khi bị Kitty từ chối "lời cầu hôn" liền rời Moskva quay trở về với nông thôn. Chàng trở lại với công việc quản lý điền trang và tìm thấy sự an ủi trong công việc, trong sự hòa nhập với thiên nhiên và cuộc sống của những người lao động. Chàng biết được việc của Kitty (sau khi bị Vronsky từ chối nàng đã rất đau khổ và bệnh nặng) phải ra nước ngoài dưỡng bệnh. Một lần tình cờ sau buổi làm việc ngoài đồng, trên đường về Levin nhìn thấy cỗ xe ngựa chở Kitty chạy qua (nàng đang trên đường từ nước ngoài trở về). Chàng chợt nhận ra rằng tình cảm của mình dành cho nàng vẫn còn nguyên vẹn, bèn quyết định đi Moskva để cầu hôn lần nữa. Lần này, chàng đã thành công. Họ nhanh chóng chuẩn bị đám cưới và sau đám cưới, Levin đưa ngay vợ về nông thôn. Kitty lập tức thích ứng với vai trò người vợ của mình khiến cho Levin nhiều bất ngờ và ngạc nhiên. Giữa hai vợ chồng cũng xảy những cuộc cãi cọ, hiểu lầm nho nhỏ, song cuộc sống của gia đình họ rất hạnh phúc.
Trong khi đó hạnh phúc của Anna và Vronsky thật không dễ dàng, nó phải đổi bằng những hy sinh: Vronsky phải từ bỏ con đường danh vọng, Anna phải rời xa đứa con trai Sergey mà nàng rất yêu quý và luôn nhớ thương con - nỗi nhớ ấy luôn ám ảnh và dằn vặt nàng và chịu những lời chê trách gièm pha. Họ cũng không thể sống mãi ở nước ngoài nên một thời gian sau họ trở về Nga. Vronsky dù yêu Anna, song cũng đã mệt mỏi vì cuộc sống không chính thức của hai người, trong khi đó Anna vẫn không giải quyết được việc ly hôn với chồng vì vướng bận chuyện con trai. Karenin không cho nàng nhận con nếu ly hôn, bởi vậy nàng không thể hợp thức hóa cuộc sống lứa đôi với Vronsky. Những khó khăn đó cộng với sức ép của dư luận, của những người quen thuộc xung quanh làm cho quan hệ tình cảm giữa hai người càng lúc càng trở nên căng thẳng: Vronsky bực bội, mệt mỏi, còn Anna thì đau khổ ghen tuông, nghi ngờ về tình yêu của chàng dành cho mình. Sau một lần xích mích, Vronsky bỏ về nhà mẹ. Anna đau khổ với những ý nghĩ bi quan, tuyệt vọng vì nghĩ Vronsky đã hết yêu mình. Nàng định đi tìm chàng, nhưng lúc đến nhà ga, Anna chợt nhớ đến cái chết của người công nhân xe lửa và nàng đã quyết định bắt Vronsky phải hối hận nên đã giải thoát cho mình bằng cách lao đầu vào xe lửa.
Sau khi Anna chết, Vronsky vô cùng đau khổ. Chàng xin gia nhập vào quân đội tình nguyện giúp người Serbia trong cuộc chiến tranh chống Thổ Nhĩ Kỳ. Còn Levin và Kitty vẫn tiếp tục cuộc sống gia đình hạnh phúc ở nông thôn và sinh được một cậu con trai.

## Nhân vật chính
- Anna Arkadyevna Karenina – em gái Stepan Oblonsky, vợ Karenin và người tình của Vronsky
- Bá tước Aleksey Kirillovich Vronsky – người tình của Anna
- Công tước Stepan Arkadyevich Oblonsky ("Stiva") – anh trai Anna.
- Nữ công tước Darya Aleksandrovna Oblonskaya ("Dolly") – vợ Stepan
- Aleksey Aleksandrovich Karenin – một viên chức cao cấp và chồng của Anna, hơn nàng 20 tuổi.
- Konstantin Dmitriyevich Levin ("Kostya") – theo đuổi Kitty và sau này cưới nàng.
- Nikolai Dmitriyevich Levin – anh trai Konstantin
- Sergey Ivanovich Koznyshev - anh trai cùng cha khác mẹ với Levin, người yêu Varenka nhưng không thành vợ chồng.
- Quận chúa Ekaterina Aleksandrovna Shcherbatskaya ("Kitty") – em gái Dolly và sau này là vợ Levin
- Quận chúa Elizaveta ("Betsy") – bạn của Anna, chị họ Vronsky
- Nữ bá tước Lidia Ivanovna – Đứng đầu nhóm quý tộc gồm cả Karenin, đối nghịch với nhóm quận chúa Betsy. Bà tìm thú vui trong tâm linh huyền bí.
- Bá tước phu nhân  Vronskaya – mẹ của Vronsky
- Sergey Alekseyevich Karenin ("Seryozha") – con trai Anna và Karenin
- Anna Alekseyevna Vronskaya ("Annie") – con gái Anna và Vronsky
- Varenka – một phụ nữ trẻ, xinh đẹp, thánh thiện nhưng quá rụt rè, bạn của Kitty trong thời gian dưỡng bệnh.

## Kết cấu tác phẩm
Khi vừa mới ra đời thì nhiều người rằng cuốn tiểu thuyết này là sự kết hợp của hai tiểu thuyết: Karenia và Levin được đặt bên nhau một cách khéo léo tài tình mà không có kết cấu chung. Ngược lại, Tolstoy khẳng định: "Tôi tự hào bởi kiến trúc của nó là những khung cửa tò vò được nối liền với nhau đến mức không thể nhận ra ổ khóa ở đâu". Và theo ông thì cấu trúc của tác phẩm được tạo nên không phải dựa vào cốt truyện và cũng không phải dựa vào mối quan hệ quen biết giữa các nhân vật mà dựa vào mối quan hệ bên trong.
Còn các nhà nghiên cứu thì cho rằng tiểu thuyết Anna Karenina không có kết cấu song song, mà tiểu thuyết này có kết cấu đan chéo, quyện chặt vào nhau, tác động qua lại lẫn nhau.

## Chuyển thể
- Vở opera chuyển thể từ Anna Karenina được viết bởi Sassano (1905), Leoš Janáček (1907), Granelli (1912), E. Malherbe (1914), Jeno Hubay (1915), Robbiani (1924), Goldbach (1930), and David Carlson (2007).
- Love, một phim câm năm 1927 mở rộng từ tiểu thuyết. Vai chính Greta Garbo và John Gilbert.
- Anna Karenina, bộ phim năm 1935 gây nhiều tranh cãi, đạo diễn Clarence Brown. Vai chính Greta Garbo, Fredric March, và Maureen O'Sullivan.
- Anna Karenina, phim năm 1948 đạo diễn Julien Duvivier với Vivien Leigh, Ralph Richardson và Kieron Moore.
- Anna Karenina, phim Liên Xô 1953 của đạo diễn Tatyana Lukashevich với Anna Karenina - Alla Tarasova
- "Nahr al-Hob" (Hay River of Love; 1960; một bộ phim Ai Cập vai chính Omar Sharif và Faten Hamama
- Anna Karenina, bộ phim Nga 1967 đạo diễn Aleksandr Zarkhi vai chính Tatyana Samojlova, Nikolai Gritsenko và Vasili Lanovoy.
- Anna Karenina (1968) vở ballet viết bởi Rodion Shchedrin
- Anna Karenina, bản phim truyền hình 1977. Sản xuất bởi BBC đạo diễn Basil Coleman và vai chính Nicola Pagett, Eric Porter và Stuart Wilson.
- Anna Karenina, phim 1985 đạo diễn Simon Langton vai chính Jacqueline Bisset, Paul Scofield và Christopher Reeve.
- Anna Karenina, phim năm 1997 Anh - Mỹ đạo diễn Bernard Rose và Sophie Marceau vai Anna Karenina, Sean Bean vai Vronski, Alfred Molina vai Levin, Mia Kíhner vai Kitti, James Fox vai Karenin.
- Anna Karenina, bản phim truyền hình năm 2000 đạo diễn David Blair vai chính Helen McCrory, Stephen Dillane và Kevin McKidd.
- Anna Karenina vở ballet năm 2005 với âm nhạc của Pyotr Ilyich Tchaikovsky.
- Anna Karenina năm 2007 (mini-series) của đạo diễn Sergei Solovyov với Anna Karenina - Tatiana Drubich.
- Phim điện ảnh Anh, Pháp do Joe Wright đạo diễn, Keira Knightley đóng vai chính, ngoài ra có sự tham gia của Kelly Macdonald, Jude Law, Aaron Johnson, Matthew Macfadyen, Emily Watson, Olivia Williams, Michelle Dockery, Ruth Wilson, công chiếu lần đầu tại Ireland 7 tháng 9 năm 2012.